# ماسايا غيمز
ماسايا غيمز (بالإنجليزية: Masaya Games) (باليابانية: メサイヤゲームス)، هي شركة يابانية تقوم بإنتاج وتطوير ألعاب الفيديو ومتخصصة للعبة القمار، تأسس الشركة سنة 1985.